# Monardia ulmaria
Monardia ulmaria är en tvåvingeart som beskrevs av Edwards 1938. Monardia ulmaria ingår i släktet Monardia och familjen gallmyggor. Inga underarter finns listade i Catalogue of Life.